# Josep Maria Pons Irazazábal
Josep Maria Pons Irazazábal (Palma, 12 d'abril de 1948) és un diplomàtic mallorquí i expresident del RCD Mallorca l'estiu de 2010. El seu germà fou Fèlix Pons Irazazábal, un polític del PSOE que va ser president del Congrés dels Diputats del 1986 al 1996.
Llicenciat en Dret, el 1974 va ingressar en la carrera diplomàtica. Ha estat destinat en les representacions diplomàtiques espanyoles a Polònia i Suïssa. Va ser vocal assessor a la Secretaria d'Estat per a les Relacions amb les Comunitats Europees i del Departament Internacional del Gabinet de la Presidència del Govern espanyol, Departament que va dirigir entre 1991 i 1995. Des del 28 de juny de 2008 i fins al 24 de juliol de 2010 va ser l'ambaixador espanyol a Àustria. Va ser acusat de forma infundada d'assetjament sexual laboral. El 5 de juny de 2013 el jutge del social de Viena va dictar sentència rebutjant la demanda presentada contra ell i va condemnar la demandant a pagar les costes del procés. Anteriorment, havia estat l'ambaixador espanyol dels Països Baixos, Dinamarca i Lituània. De 2004 a 2008 va ser director general de Política Exterior per a Europa i Amèrica del Nord del Ministeri d'Afers Exteriors.
Des del 8 de juliol al 27 de setembre de 2010 fou president del RCD Mallorca quan el club estava sota el control accionarial per part de Llorenç Serra Ferrer. Va ser destituït pel Consell d'Administració al·legant "pèrdua de confiança en la seva persona", tot i que els mitjans van atribuir-ho a la infundada demanda presentada contra ell a Viena, com a ambaixador a Àustria, càrrec del qual havia dimitit per ser precisament president del RCD Mallorca.